# Pachycostasaurus
Pachycostasaurus (wat 'dikgeribde hagedis' betekent) is een geslacht van uitgestorven pliosauroïden uit de Oxford Clay-formatie van Peterborough, Engeland.

## Geschiedenis en naamgeving
Het holotype fossiel van Pachycostasaurus werd begin jaren negentig ontdekt door Alan Dawn, een amateur-geoloog en museumvrijwilliger, in wat nu een steengroeve in Peterborough is, de Kings Dyke Brick Pit. Het fossiel werd in 1996/1997 als een apart taxon benoemd door de paleontologen Arthur Cruickshank, David Michael Martill en Leslie Noè, vanwege de verschillende kenmerken die niet aanwezig zijn bij de tijdgenoten, de pliosauriden Liopleurodon en Simolestes.
De geslachtsnaam van het Grieks pachys, "dik", en het Latijn costa, "zijde", verwijst naar de dikke botwanden van de ribben. De soortaanduiding eert Dawn als ontdekker.
De typesoort Pachycostasaurus dawni wordt vertegenwoordigd door één enkel bijna compleet exemplaar PETMG R338 gevonden in een laag daterend uit het middelste Callovien, ongeveer 161,5 miljoen jaar oud. Het bestaat uit een skelet met schedel. Het omvat het grootste deel van de schedel, stukken van de onderkaken, vrijwel de hele wervelkolom, ribben, beide opperarmbeenderen, de linkerhelft van het bekken, het rechterdarmbeen en drie teenkootjes. Maar twaalf percent van het skelet is bekend. Het betreft een jong individu.
Cruickshank kondigde in 1997 een meer gedetailleerde beschrijving aan maar die zou uitblijven.

## Beschrijving
Pachycostasaurus was ongeveer drie meter lang en woog driehonderd kilogram.
Misschien wel het meest bepalende kenmerk van dit geslacht zijn de grote, dikbuikige ribben en gastralia die in profiel worden beschreven als 'worstachtig'. Pachyostose is bekend van een aantal pliosauride geslachten (bijvoorbeeld Monquirasaurus) en is aanwezig bij moderne dieren als Sirenia (doejongs en lamantijnen). De robuuste, tonvormige torso, in combinatie met een relatief korte nek en kleine zwemvliezen, geven aan dat het geen behendige zwemmer was. Histologische secties van deze elementen laten zien dat ze ook osteosclerotisch zijn (gecombineerd vertegenwoordigt dit de toestand pachyosteosclerose).

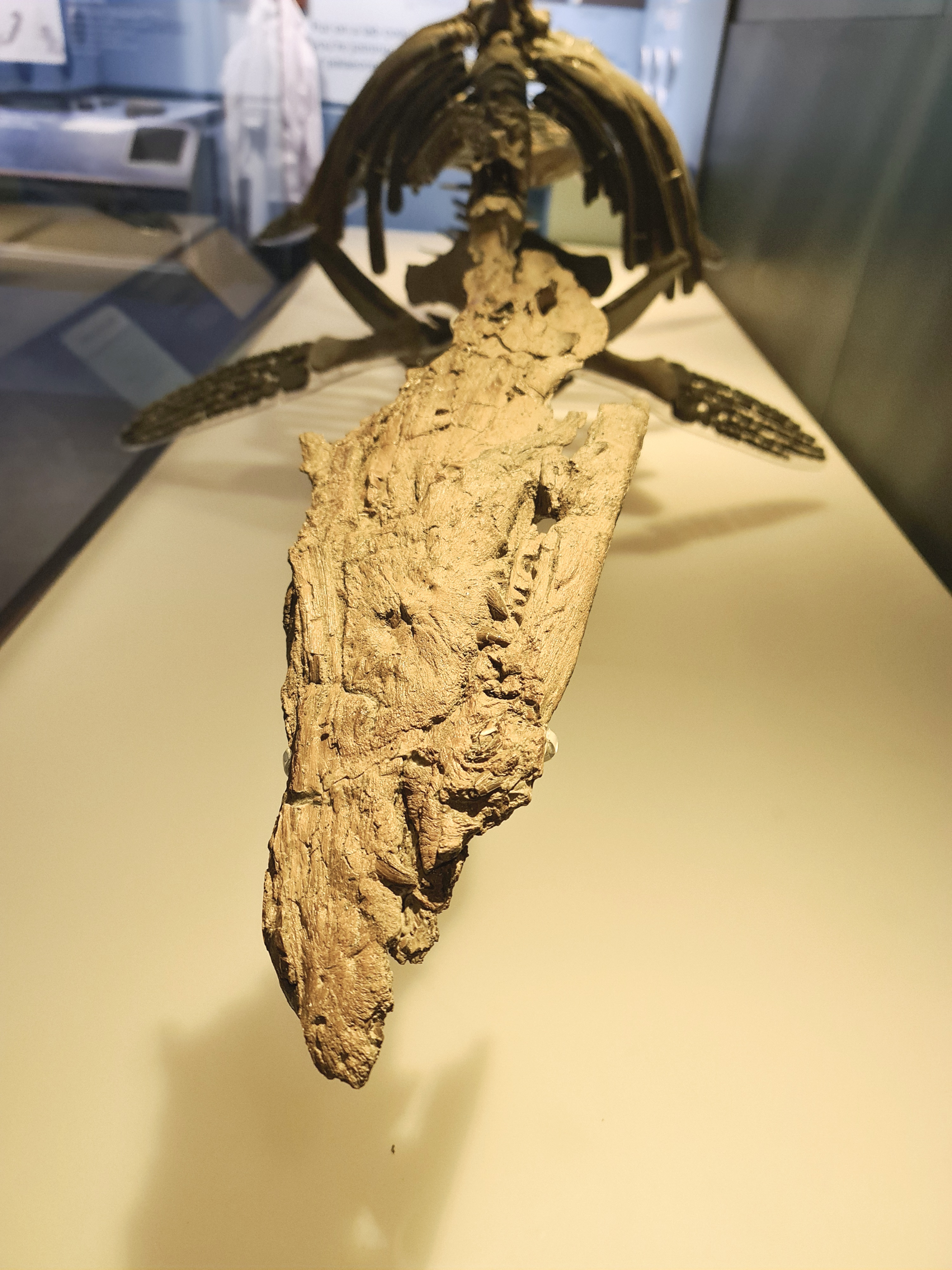
Het holotype van voren bezien

Het holotype-exemplaar bezat vijf stevige en conische tandparen op de mandibulaire symphysis (waarvan de lengte een duidelijk kenmerk is van het geslacht in vergelijking met andere even oude pliosauriden Simolestes en Liopleurodon). De tanden hebben ruwe richels die helemaal rond de tandkroon lopen maar aan de buitenzijde niet tot de wortel doorlopen. Zijn kop had ongeveer twintig procent van de totale lichaamslengte, typisch voor de meeste pliosauriden van zijn tijd. Het specimen had tenminste dertien halswervels, deze wervels hadden verkorte centra en een vergroot ruggenmergkanaal, die niet zwaar verbeend waren behalve in het gebied van de wervelbogen (de doornuitsteeksels zelf waren niet versmolten met de centra, wat suggereert dat het exemplaar niet volgroeid was; dit zou echter ook een pedomorfe eigenschap kunnen zijn). De borstvinnen van het exemplaar hebben een driehoekige omtrek en de dorsale vertebrale centra zijn zwaar verbeend, vooral de achterste, met onduidelijke subcentrale foramina en vlakke voor- en achtervlakken. De voorste en achterste zygapophyses op de ruggenwervels zijn verkleind, maar de doornuitsteeksels zijn verdikt, met aan de middenlijn voorste en achterste uithollingen. Dit is een van de andere hoofdkenmerken van het geslacht. De opperarmbeenderen van Pachycostasaurus zijn kort, klein in vergelijking met zijn lichaamsgrootte en licht geconstrueerd.
Er is gesuggereerd dat hoewel het holotype-individu een juveniel of jongvolwassen individu  lijkt te zijn, zijn leeftijd waarschijnlijk niet alleen verantwoordelijk is voor deze ongebruikelijke botstructuren.

## Fylogenie
Pachycostasaurus is in de Pliosauridae geplaatst.

## Paleobiologie
Afgaande op zijn anatomie was Pachycostasaurus hoogstwaarschijnlijk een bodemroofdier. De relatieve grootte en vorm van zijn tanden duiden op een dieet dat varieert van zachte teuthoïden, zoals belemnieten, tot beenvissen en misschien enkele van de grotere reptielen. Pachycostasaurus heeft een licht geconstrueerde schedel, een korte, vrij zwakke kaaksymfyse en ventrale ballast voor stabiliteit die rolweerstand zou hebben geboden. Het is dus twijfelachtig of Pachycostasaurus een met een draaiende beweging vlees uit zijn prooi scheurende twist feeder was zoals andere even oude pliosauriden.
De zeldzaamheid van het dier in de formatie kan erop wijzen dat Pachycostasaurus allochtoon was. Resten van dinosauriërs uit de steengroeve werden waarschijnlijk door zoet water meegesleurd in het aanwezige zeebekken, wat impliceert dat het holotype-exemplaar een zoetwater- / estuariene bewoner kan zijn geweest die door rivieren naar het mariene milieu is gedreven. De kust- en brakwatersedimenten van de formatie hebben echter nog geen andere plesiosauriërresten opgeleverd. Een andere, misschien minder waarschijnlijke verklaring is dat Pachycostasaurus een diepzee-bewoner was van verder uit de kust, en vóór de fossilisatie naar de ondiepe mariene locatie was afgedreven of gezwommen.